# Kreuzigungsfenster (Champeaux)

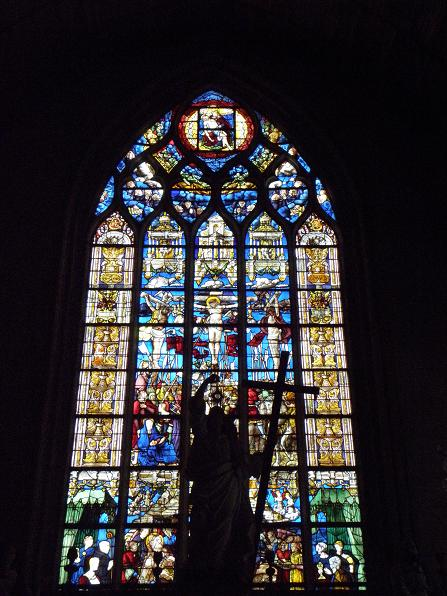
Kreuzigungsfenster in Champeaux

Das Kreuzigungsfenster in der ehemaligen Stiftskirche Sainte-Marie-Madeleine in Champeaux, einer französischen Gemeinde im Département Ille-et-Vilaine in der Region Bretagne, wurde in der ersten Hälfte des 16. Jahrhunderts geschaffen. 
Das Bleiglasfenster wurde 1907 als Monument historique in die Liste der geschützten Objekte (Base Palissy) in Frankreich aufgenommen.
Das zentrale Fenster im Chor stammt aus einer unbekannten Werkstatt. Es wurde von den Eheleuten Louise de Goulaine und Guy d’Épinay gestiftet. Die Stifter werden links unten betend dargestellt. 
Die Kreuzigung Jesu wird mit vielen Details gezeigt. Im Maßwerk (ganz oben) ist der Gnadenstuhl zu sehen.

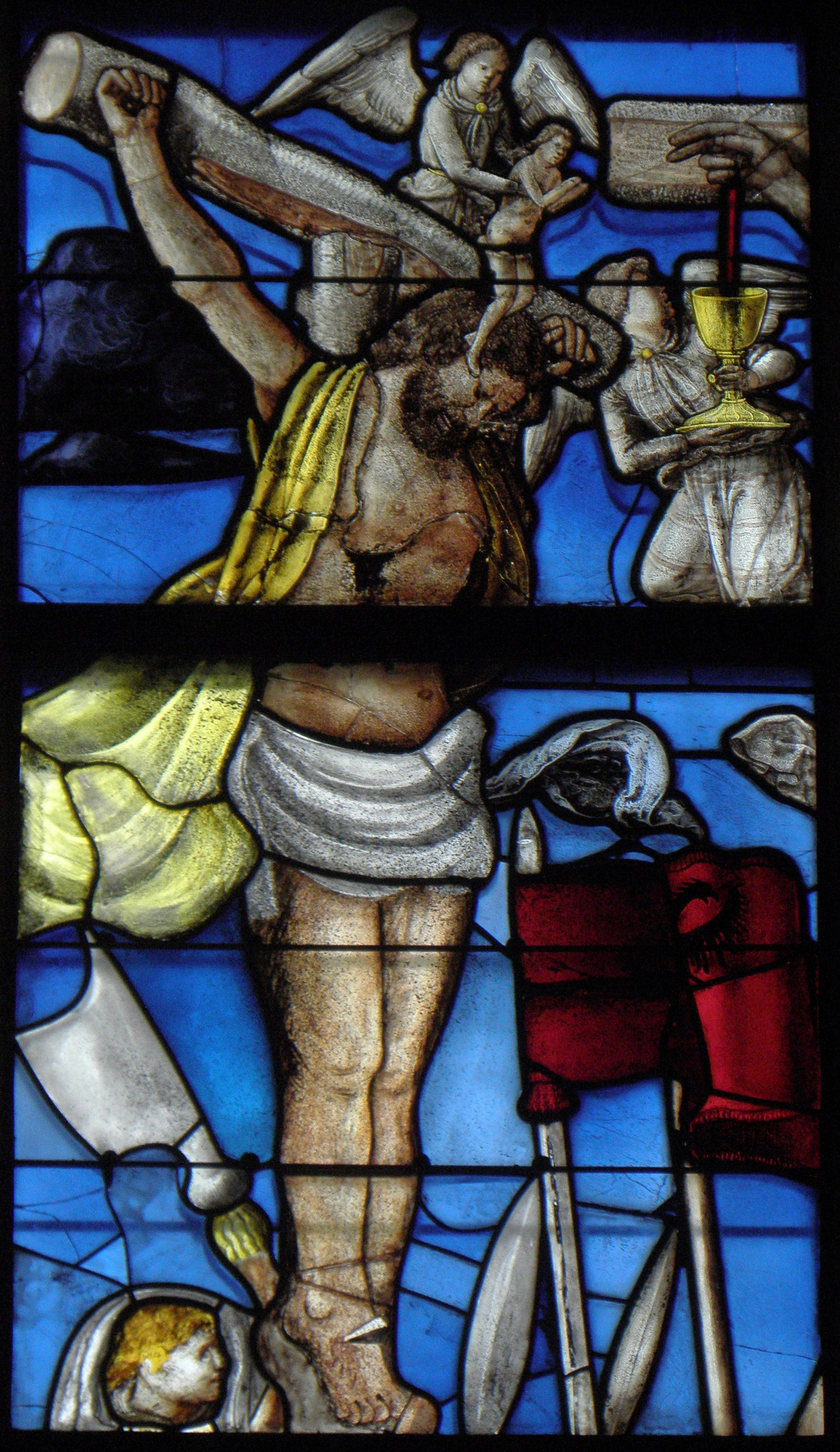
Jesus am Kreuz
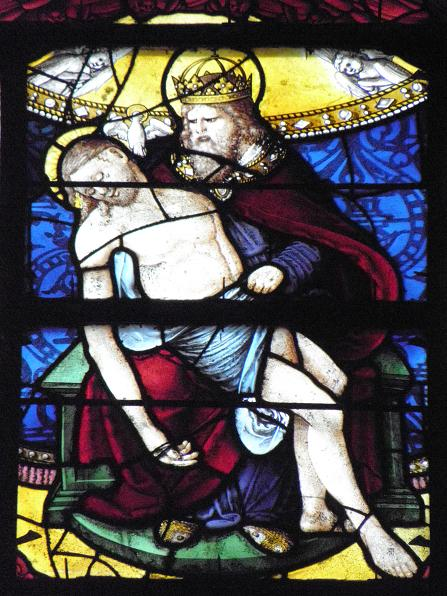
Gnadenstuhl
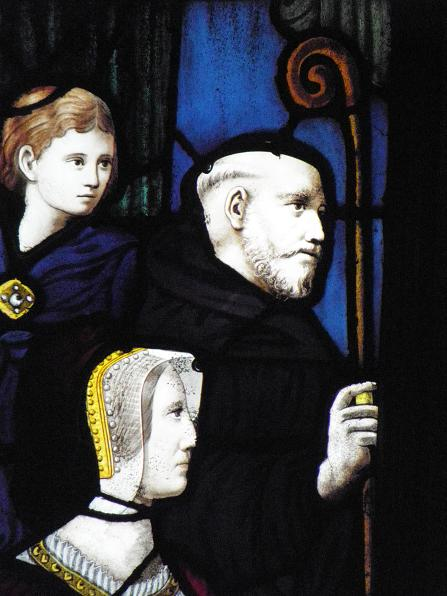
Die Stifter Louise de Goulaine und Guy d’Épinay